# Голдстон (Северна Каролина)
Голдстон (енгл. Goldston) град је у америчкој савезној држави Северна Каролина.

## Демографија
По попису из 2010. године број становника је 268, што је 51 (-16,0%) становника мање него 2000. године.
| Група             | 2000.       | 2010.       |
| Белци             | 282 (88,4%) | 239 (89,2%) |
| Афроамериканци    | 21 (6,6%)   | 15 (5,6%)   |
| Азијати           | 0 (0,0%)    | 1 (0,4%)    |
| Хиспаноамериканци | 11 (3,4%)   | 9 (3,4%)    |
| Укупно            | 319         | 268         |